# Данилкино (Медведевский район)
Данилкино (мар. Тайлансола) — деревня в Медведевском районе Республики Марий Эл. Входит в состав Нурминского сельского поселения.

## География
Находится на расстоянии приблизительно 7 км по прямой на запад-северо-запад от города Йошкар-Ола.

## История
Известна с 1886 года как околоток Арбанской волости с 10 дворами и 56 жителями. Позднее население составляло 100 человек (1905 год), 126 (1917). В советское время работали колхозы "Самолет"и имени Чапаева.

## Население
Население составляло 77 человек (мари 92 %) в 2002 году, 113 в 2010.